# Ligue royale belge d'athlétisme
La Ligue royale belge d'athlétisme (LRBA, in olandese: Koninklijke Belgische Atletiekbond) è una federazione sportiva che ha il compito di promuovere la pratica dell'atletica leggera e coordinarne le attività dilettantistiche ed agonistiche in Belgio.
Lo sport essendo una competenza delle Comunità del Belgio, la federazione si compone di due federazioni:
- per la comunità fiamminga, la Vlaamse Atletiekliga;
- per la communauté française de Belgique, la Ligue belge francophone d'athlétisme.